# Bouafles
Bouafles és un municipi francès situat al departament de l'Eure i a la regió de Normandia. L'any 2007 tenia 632 habitants.

## Demografia

### Població
El 2007 la població de fet de Bouafles era de 632 persones. Hi havia 252 famílies, de les quals 44 eren unipersonals (24 homes vivint sols i 20 dones vivint soles), 116 parelles sense fills, 88 parelles amb fills i 4 famílies monoparentals amb fills.
La població ha evolucionat segons el següent gràfic:
Habitants censats

### Habitatges
El 2007 hi havia 278 habitatges, 252 eren l'habitatge principal de la família, 12 eren segones residències i 14 estaven desocupats. 269 eren cases i 5 eren apartaments. Dels 252 habitatges principals, 222 estaven ocupats pels seus propietaris, 27 estaven llogats i ocupats pels llogaters i 3 estaven cedits a títol gratuït; 6 tenien una cambra, 8 en tenien dues, 29 en tenien tres, 64 en tenien quatre i 146 en tenien cinc o més. 202 habitatges disposaven pel capbaix d'una plaça de pàrquing. A 102 habitatges hi havia un automòbil i a 141 n'hi havia dos o més.

### Piràmide de població
La piràmide de població per edats i sexe el 2009 era:
| Homes | Edats   | Dones |
| ----- | ------- | ----- |
| 0     | 95 o +  | 0     |
| 0     | 90 a 94 | 0     |
| 0     | 85 a 89 | 12    |
| 4     | 80 a 84 | 0     |
| 4     | 75 a 79 | 4     |
| 8     | 70 a 74 | 16    |
| 20    | 65 a 69 | 16    |
| 28    | 60 a 64 | 16    |
| 16    | 55 a 59 | 16    |
| 24    | 50 a 54 | 28    |
| 40    | 45 a 49 | 44    |
| 28    | 40 a 44 | 16    |
| 24    | 35 a 39 | 20    |
| 8     | 30 a 34 | 20    |
| 36    | 25 a 29 | 16    |
| 16    | 20 a 24 | 12    |
| 12    | 15 a 19 | 28    |
| 12    | 10 a 14 | 24    |
| 16    | 5 a 9   | 4     |
| 12    | 0 a 4   | 12    |

## Economia
El 2007 la població en edat de treballar era de 423 persones, 291 eren actives i 132 eren inactives. De les 291 persones actives 269 estaven ocupades (150 homes i 119 dones) i 22 estaven aturades (8 homes i 14 dones). De les 132 persones inactives 63 estaven jubilades, 37 estaven estudiant i 32 estaven classificades com a «altres inactius».

### Ingressos
El 2009 a Bouafles hi havia 257 unitats fiscals que integraven 669 persones, la mediana anual d'ingressos fiscals per persona era de 20.974 €.

### Activitats econòmiques
Dels 17 establiments que hi havia el 2007, 1 era d'una empresa extractiva, 2 d'empreses de fabricació d'altres productes industrials, 3 d'empreses de construcció, 5 d'empreses de comerç i reparació d'automòbils, 1 d'una empresa d'hostatgeria i restauració, 1 d'una empresa financera, 2 d'empreses de serveis, 1 d'una entitat de l'administració pública i 1 d'una empresa classificada com a «altres activitats de serveis».
Dels 3 establiments de servei als particulars que hi havia el 2009, 2 eren paletes i 1 perruqueria.
L'únic establiment comercial que hi havia el 2009 era una carnisseria.
L'any 2000 a Bouafles hi havia 7 explotacions agrícoles que ocupaven un total de 192 hectàrees.

## Equipaments sanitaris i escolars
El 2009 hi havia una escola elemental.

## Poblacions més properes
El següent diagrama mostra les poblacions més properes.